# Maria Hippius Gräfin Dürckheim
Maria Theresia Hippius Gräfin Dürckheim (* 14. Januar 1909 in Wiesbaden; † 26. Februar 2003 in Todtmoos) war eine deutsche Psychologin. Sie entwickelte die Methode des „Geführten Zeichnens“ und gemeinsam mit ihrem Lebensgefährten Karlfried Graf Dürckheim die Initiatische Therapie. Die beiden begründeten auch die Existential-psychologische Bildungs- und Begegnungsstätte Todtmoos-Rütte.

## Leben und Wirken
Hippius wurde als Tochter des Offiziers Otto Albrecht Winterer (1881–1941), einem Neffen des Freiburger Oberbürgermeisters Otto Winterer, und seiner Ehefrau Mercedes Kreizner (1889–1948) geboren. Nach der Scheidung ihrer Eltern 1912 zog sie mit ihrem Vater von Konstanz über Freiburg im Breisgau und Ulm nach Berlin, wo sie 1927 das Abitur ablegte. Sie studierte Psychologie in Berlin, Freiburg und Leipzig, hier am Psychologischen Institut Felix Kruegers. Besonders beeinflusst wurde sie durch die Ausdruckslehre und Charakterkunde des Philosophen Ludwig Klages sowie durch das Werk des Biologen Hans Driesch. Bei Johannes Rudert promovierte sie 1932 mit einer graphologischen Arbeit zum Thema „Graphischer Ausdruck von Gefühlen“. In Leipzig lernte sie nicht nur Graf Dürckheim, sondern auch Rudolf Hippius kennen, den sie 1932 heiratete. Sie assistierte ihrem Mann bei seinen Studien und Arbeiten in Dorpat, Posen und Prag, bei denen es vor allem darum ging, Ergebnisse und Materialien für die „Germanisierungspolitik“ des nationalsozialistischen Deutschlands zu erarbeiten. Beim Einmarsch der Roten Armee wurde Rudolf Hippius in Prag gefangen genommen. Er starb in einem Internierungslager. Maria Hippius floh mit den drei gemeinsamen Kindern zu ihrem Bruder nach Todtmoos.
In Todtmoos baute sie eine stark graphologisch ausgerichtete psychotherapeutische Praxis auf. Dort traf sie 1948 auch Graf Dürckheim wieder. Anfang der 1950er Jahre unternahm sie eine Lehranalyse bei dem Jungschüler Gustav Richard Heyer, der sie stark mit C. G. Jungs analytischer Psychologie beeinflusste. Außerdem studierte sie bei Erich Neumann und Jean Gebser. 1951 gründete sie gemeinsam mit Graf Dürckheim, den sie 1985 heiratete, die Existential-psychologische Bildungs- und Begegnungsstätte Todtmoos-Rütte.
Bei der Initiatischen Therapie, welche die beiden entwickelten, handelt es sich um eine tiefenpsychologisch fundierte, transpersonale Psychotherapie mit Elementen des Zen. Sie verknüpfte Erkenntnisse der Einheits- und Ganzheitspsychologie mit tiefenpsychologischen Konzepten, christlicher Mystik und den Übungswegen des Zen. Beim Geführten Zeichnen, das auf Hippius’ Dissertation zurückgeht, geht es darum, mit geschlossenen Augen in möglichst absichtsloser Haltung, bestimmte Themen wie von selbst sichtbar und deutbar zu machen. Bis 1992 leitete Maria Hippius das Zentrum in Rütte selbst. Dann zog sie sich allmählich ins Privatleben zurück.
Eine Schülerin von ihr und Karlfried Dürckheim war die 1939 von Prag aus nach Ecuador emigrierte Schauspielerin, Psychologin und Psychotherapeutin Vera Kohn, die sich zwischen 1957 und 1961 in Rütte (Todtmoos) einer Therapie und Ausbildung unterzog.

## Schriften
- als Maria-Theresia Winterer: Graphischer Ausdruck von Gefühlen. Barth, Leipzig 1936.
- als Maria Theresia Hippius: Hauskultur als Aufgabe der Frau. Vortr. Maria Theresia Hippius. Mit Zeichngn v. H. v. zur Mühlen. Krüger, Tartu (Dorpat) 1938.
- Maria Hippius (Hrsg.): Transzendenz als Erfahrung. Beitrag und Widerhall ; Festschrift zum 70. Geburtstag von Graf Dürckheim. Barth, Weilheim 1966.
- Maria Hippius und Karlfried Dürckheim: Existential-psychologische Bildungs- und Begegnungsstätte. Schule für Initiatische Therapie. Förderungsgesellschaft, Todtmoos-Rütte 1969.
- Thomas Arzt, Maria Hippius, Roland A. Dollinger: Unus mundus. Kosmos und Sympathie : Beiträge zum Gedanken der Einheit von Mensch und Kosmos. P. Lang, Frankfurt am Main ;, New York 1992, ISBN 9783631449943.
- Thomas Arzt, Roland A. Dollinger, Maria Hippius: Philosophia naturalis. Beiträge zu einer zeitgemässen Naturphilosophie. Königshausen & Neumann, Würzburg 1996, ISBN 978-38260-1179-5.
- Maria Gräfin Hippius-Dürckheim: Geheimnis und Wagnis der Menschwerdung. Schriften zur initiatischen Therapie. hrsg. von Volker Willrodt. Novalis, Schaffhausen 1996, ISBN 3721406753.
- Thomas Arzt, K. A. Müller und Maria Hippius: Jung und Jünger. Gemeinsamkeiten und Gegensätzliches in den Werken von Carl Gustav Jung und Ernst Jünger. Königshausen & Neumann, Würzburg 1999, ISBN 3826016335.
- Maria Hippius-Dürckheim: Am Faden von Zeit und Ewigkeit. Das geführte Zeichnen. Vier-Türme-Verl., Münsterschwarzach ca. 1999, ISBN 9783896804532.
- Maria Hippius-Dürckheim (Hrsg.): Das Kollektiv und der Einzelne. Aufbruch und Weg der Personwerdung ; Seminarmitschnitt vom 24. April 1985. Maria Hippius. Nordländer, Todtmoos-Rütte 2010, ISBN 978-3-937845-26-5.
- Gerhard M. Walch und Maria Hippius-Dürckheim (Hrsg.): Wandlungen des Bewusstseins. Erich Neumanns Tiefenpsychologie der Kultur. Gerhard M. Walch. Mit zwei Seminarbeitr. zusammen mit Maria Hippius-Gräfin Dürckheim. Opus Magnum, Stuttgart 2010, ISBN 978-3-939322-20-7.